# Emil Berger
Emil Berger (Degerfors, 23 maggio 1991) è un calciatore svedese, centrocampista dell'IF Karlstad.

## Carriera

### Club

#### Gli inizi
Berger giocò con la maglia del Degerfors. Successivamente, fu in forza al Väsby United e poi al Carlstad United.

#### Örebro
Nel 2011, fu ingaggiato dall'Örebro. Esordì nell'Allsvenskan in data 17 luglio, quando subentrò a Magnus Wikström nella sconfitta per 4-1 sul campo del GAIS. Il 25 settembre realizzò la prima rete nella massima divisione locale, nel pareggio per 1-1 sul campo del Trelleborg.

#### Fylkir
A luglio 2013, passò in prestito agli islandesi del Fylkir. Debuttò in squadra il 28 luglio, nella vittoria per 3-0 sul Fram Reykjavík. Il 22 settembre realizzò la prima rete, ai danni del Víkingur Ólafsvík: il Fylkir vinse la sfida per 2-1.

#### Kongsvinger
Il 31 marzo 2014, passò ufficialmente ai norvegesi del Kongsvinger. Scelse la maglia numero 14. Esordì in squadra il 21 aprile, schierato titolare nella vittoria per 5-2 sul Vindbjart. Il 27 aprile segnò la prima rete, nella sconfitta per 4-3 contro il Flekkerøy. Il 31 luglio 2014, rescisse il contratto che lo legava al club.

#### Forward
L'11 agosto 2014 venne ingaggiato dal Forward. Giocò due campionati e mezzo in Division 1 e uno, quello del suo ultimo anno di permanenza, in Division 2.

#### Rynninge
Nel gennaio 2018 si trasferì a un'altra squadra di Division 2, anch'essa con sede nei pressi di Örebro, il Rynninge IK.

### Nazionale
Berger giocò una partita per la Svezia under 21.

## Statistiche

### Presenze e reti nei club
Statistiche aggiornate all'11 agosto 2014.
| Stagione         | Club             | Campionato       | Campionato | Campionato | Coppe nazionali | Coppe nazionali | Coppe nazionali | Coppe continentali | Coppe continentali | Coppe continentali | Supercoppe | Supercoppe | Supercoppe | Totale | Totale |
| Stagione         | Club             | Comp             | Pres       | Reti       | Comp            | Pres            | Reti            | Comp               | Pres               | Reti               | Comp       | Pres       | Reti       | Pres   | Reti   |
| ---------------- | ---------------- | ---------------- | ---------- | ---------- | --------------- | --------------- | --------------- | ------------------ | ------------------ | ------------------ | ---------- | ---------- | ---------- | ------ | ------ |
| 2007             | Degerfors        | S                | 1          | 0          | CS              | ?               | ?               | -                  | -                  | -                  | -          | -          | -          | ?      | ?      |
| gen.-ago. 2008   | Degerfors        | S                | 2          | 0          | CS              | ?               | ?               | -                  | -                  | -                  | -          | -          | -          | ?      | ?      |
| ago.-dic. 2008   | Väsby United     | S                | 0          | 0          | CS              | -               | -               | -                  | -                  | -                  | -          | -          | -          | 0      | 0      |
| 2009             | Degerfors        | D1               | 25         | 0          | CS              | ?               | ?               | -                  | -                  | -                  | -          | -          | -          | ?      | ?      |
| gen.-ago. 2010   | Degerfors        | S                | 10         | 0          | CS              | 2               | 0               | -                  | -                  | -                  | -          | -          | -          | 12     | 0      |
| Totale Degerfors | Totale Degerfors | Totale Degerfors | 38         | 0          |                 | ?               | ?               |                    | -                  | -                  |            | -          | -          | ?      | ?      |
| ago.-dic. 2010   | Carlstad United  | D1               | 12         | 0          | CS              | -               | -               | -                  | -                  | -                  | -          | -          | -          | 12     | 0      |
| 2011             | Örebro           | A                | 11         | 1          | CS              | 3               | 0               | UEL                | 1                  | 0                  | -          | -          | -          | 15     | 1      |
| 2012             | Örebro           | A                | 14         | 0          | CS              | 0               | 0               | -                  | -                  | -                  | -          | -          | -          | 14     | 0      |
| gen.-lug. 2013   | Örebro           | S                | 4          | 0          | CS              | 3               | 0               | -                  | -                  | -                  | -          | -          | -          | 7      | 0      |
| lug.-dic. 2013   | Fylkir           | UD               | 10         | 1          | CI+CdL          | ?               | ?               | -                  | -                  | -                  | -          | -          | -          | 14     | 1      |
| mar. 2014        | Örebro           | A                | 0          | 0          | CS              | 0               | 0               | -                  | -                  | -                  | -          | -          | -          | 0      | 0      |
| Totale Örebro    | Totale Örebro    | Totale Örebro    | 29         | 1          |                 | 6               | 0               |                    | 1                  | 0                  |            | -          | -          | 36     | 1      |
| mar.-lug. 2014   | Kongsvinger      | 2D               | 13         | 1          | CN              | 2               | 0               | -                  | -                  | -                  | -          | -          | -          | 15     | 1      |
| ago.-dic. 2014   | Forward          | D1               | 0          | 0          | CS              | 0               | 0               | -                  | -                  | -                  | -          | -          | -          | 0      | 0      |
| Totale           | Totale           | Totale           | 92         | 4          |                 | ?               | ?               |                    | -                  | -                  |            | -          | -          | ?      | ?      |